# Étienne de La Fléchère
Étienne de La Fléchère (italianisé en Alessio De La Flechere), né 1er juin 1822 à Saint-Jeoire et mort le 4 mars 1887 à Paris, est un homme politique savoyard, à la veille de l'Annexion de la Savoie à la France, puis homme politique français durant le Second Empire.

## Biographie

### Origines
Marie Ange Alexis Étienne de La Fléchère de Beauregard est né le 1er juin 1822, dans le château familial, jour de la mort de son père, le comte Alexis-Ange de La Fléchère de Beauregard (1771-1822). Sa mère est Joséphine de Jussieu de Saint-Julien. Son arrière-grand-père est François-Marie de la Fléchère, militaire et syndic de la ville d'Annecy.
Il épouse en Marie de Lhuillier d'Orcières (1843-1935), fille du comte Charles de L'huillier (ou Lhuillier) d'Orcières. Ils ont six enfants, trois filles et trois garçons, dont Charles hérite du titre de comte.
Seigneur de Saint-Jeoire en Faucigny, il sera désigné comme premier syndic de la commune.

### Carrière
En 1857, il est choisi, le 15 novembre 1857, par le collège de Taninges comme représentant de la Savoie au parlement du royaume de Sardaigne à Turin, pour la VIe législature,. On trouve face à lui, Germain Sommeiller, ancien député et candidat favori du comte de Cavour. Lors de la VIIe législature, le collège de Taninges est redécoupé. Le nouveau collège, celui de Saint-Jeoire, oppose à nouveau les deux hommes. L'élection se déroule le 25 mars 1860. Étienne de La Fléchère est élu avec 14 voix d'avance.
Lors des débats à la veille de l'Annexion de la Savoie à la France (1859-60), il s'oppose au projet d'union de la partie Nord du duché à la Suisse. Comme une partie des nobles du duché, il fait le choix de suivre l'avenir de sa patrie en choisissant de devenir français.
À la suite de l'annexion de 1860, il devient maire de la commune jusqu'à sa mort, en 1887. Il devient conseiller général du canton de Saint-Jeoire de 1874 à 1886,.
Le comte de La Fléchère meurt le 4 mars 1887, à Paris,.